# Distretto di Veszprém
Il distretto di Veszprém (in ungherese Veszprémi járás) è un distretto dell'Ungheria, situato nella provincia di Veszprém.